# نیندورف (رندسبورگ-اکرنفورده)
نیندورف (به آلمانی: Nindorf) یک شهر در آلمان است که در Mittelholstein واقع شده‌است.
 نیندورف  ۶۹۷ نفر جمعیت دارد.